# Усть-Ішимський район
Усть-Ішимський район (рос. Усть-Ишимский район) — муніципальне утворення у Омській області.

## Адміністративний устрій
- Большебічинське сільське поселення
- Большетавінське сільське поселення
- Большетебендінське сільське поселення
- Загваздінське сільське поселення
- Кайлинське сільське поселення
- Кайсинське сільське поселення
- Нікольське сільське поселення(інші мови)
- Ореховське сільське поселення
- Пановське сільське поселення
- Слободчиковське сільське поселення
- Усть-Ішимське сільське поселення
- Утускунське сільське поселення
- Ярковське сільське поселення